# Лонг Бич (Мериленд)
Лонг Бич (енгл. Long Beach) насељено је место без административног статуса у америчкој савезној држави Мериленд.

## Демографија
По попису из 2010. године број становника је 1.821.
| Група             | 2000.    | 2010.         |
| Белци             | 0 (0,0%) | 1.573 (86,4%) |
| Афроамериканци    | 0 (0,0%) | 127 (7,0%)    |
| Азијати           | 0 (0,0%) | 12 (0,7%)     |
| Хиспаноамериканци | 0 (0,0%) | 53 (2,9%)     |
| Укупно            | 0        | 1.821         |